# Crvenoplodna aronija
Crvenoplodna aronija (lat. Aronia arbutifolia) sjevernoamerička je vrsta grma iz porodice ružovki. Autohtona je u istočnoj Kanadi te istočnom i središnjem SAD-u, od istočnog Teksasa do Nove Škotske i u unutrašnjosti do Ontarija, Ohija, Kentuckyja i Oklahome.
Aronia arbutifolia je razgranati grm koji formira grmove pomoću stabljika koje se formiraju iz korijena. Cvjetovi su bijeli ili ružičasti, daju crne ili jarko crvene plodove. Plodovi, čiji je loš okus inspirirao uobičajeno ime na engleskome (chokeberry), gorko su kiseli (no ipak jestivi) kada se jedu sirovi, te imaju visok sadržaj pektina i mogu se koristiti za izradu ukusnih gustih džemova i želea.
Popularna je biljka u oblikovanju krajobraza na svome autohtonom području.

## Vanjske poveznice
- Plants For A Future